# Fredrikshamnský mír
Fredrikshamnský mír (švédsky: Freden i Fredrikshamn, finsky: Haminan rauha) je označení pro mírovou smlouvu, uzavřenou 17. září 1809 mezi Švédskem a Ruskem v městě Fredrikshamn (dnes Hamina ve Finsku). Po porážce v rusko-švédské válce let 1808-1809 bylo Fredrikshamnským mírem Švédsko nuceno postoupit Rusku východní část svého území, jmenovitě Alandské ostrovy, část provincií Lappland a Västerbotten východně od řeky Torne a všechny další provincie na východ od nich, tedy dnešní Finsko. Finsko se tak až do roku 1917 stalo jako autonomní velkoknížectví součástí ruské říše.